# Seguros Bolívar Open San José
El Seguros Bolívar Open San José es un torneo profesional de tenis. Pertenece al ATP Challenger Tour. Se juega desde el año 2011 sobre pistas duras, en San José, Costa Rica.

## Palmarés

### Individuales
| Año  | Campeón           | Finalista     | Resultado |
| ---- | ----------------- | ------------- | --------- |
| 2011 | Giovanni Lapentti | Igor Kunitsyn | 7–5, 6–3  |

### Dobles
| Año  | Campeones                         | Finalistas                          | Resultado |
| ---- | --------------------------------- | ----------------------------------- | --------- |
| 2011 | Juan Sebastián Cabal Robert Farah | Luis Díaz Barriga Santiago González | 6–3, 6–3  |